# Coupe d'Europe des nations de rugby à XIII 1978
Navigation
Édition précédente Édition suivante
La Coupe d'Europe des nations de rugby à XIII 1978 est la dix-neuvième édition de la Coupe d'Europe des nations de rugby à XIII, elle se déroule du 15 janvier 1978 au 28 mai 1978, et oppose l'Angleterre, la France et le Pays de Galles. Ces trois nations composent le premier niveau européen.

## Villes et stades
| Widnes (Angleterre) | Toulouse (France) | St Helens (Angleterre)   |
| ------------------- | ----------------- | ------------------------ |
| Naughton Park       | Stadium           | Knowsley Road            |
| Headingley, Widnes  | Stadium, Toulouse | Knowsley Road, St Helens |

## Les équipes

### France
| Nom                  | Âge | Matchs (Ptsmarqués) pendant l'édition | Club               |
| -------------------- | --- | ------------------------------------- | ------------------ |
| Guy Alard            | 22  | 1 (0)                                 | Carcassonne        |
| Jean-Paul Baile      |     | 1 (0)                                 | Carcassonne        |
| Jean-Marc Bourret    | 20  | 1 (7)                                 | XIII Catalan       |
| José Calle (c)       | 32  | 1 (0)                                 | Saint-Estève       |
| Michel Cassin        | 23  | 2 (0)                                 | Toulouse           |
| Jean-Jacques Cologni | 27  | 1 (0)                                 | XIII Catalan       |
| Henri Daniel         | 27  | 1 (0)                                 | Pia                |
| Joseph Giné          | 25  | 2 (0)                                 | Roanne             |
| Antoine Gonzalez     | 30  | 2 (0)                                 | Villeneuve-sur-Lot |
| Roland Gorse         | 29  | 1 (0)                                 | Albi               |
| Jacques Guigue       | 25  | 2 (0)                                 | Avignon            |
| Bernard Guilhem      | 24  | 1 (8)                                 | Carcassonne        |
| Jean-Marie Imbert    | 27  | 2 (0)                                 | Avignon            |
| Michel Laffargue     | 24  | 1 (0)                                 | Roanne             |
| Gabriel Laskawiec    | 23  | 1 (0)                                 | Albi               |
| Christian Lassale    | 21  | 1 (0)                                 | Roanne             |
| Serge Loubet         | 21  | 1 (0)                                 | Saint-Jacques      |
| Marcel Pillon        | 22  | 1 (0)                                 | Saint-Estève       |
| Guy Rodriguez        | 26  | 1 (0)                                 | Toulouse           |
| Joël Roosebrouck     | 24  | 1 (0)                                 | Villeneuve-sur-Lot |
| Jean-Pierre Sauret   | 31  | 1 (0)                                 | XIII Catalan       |
| Alain Séguy          |     | 0 (0)                                 | Carcassonne        |
| Jean-Pierre Siré     |     | 1 (0)                                 | XIII Catalan       |
| Francis Tranier      | 27  | 1 (3)                                 | Villefranche       |
| Charles Zalduendo    | 25  | 1 (0)                                 | Toulouse           |

## Classement
| Classement |                |   |   |   |   |    |    |     |
|            | Équipe         | J | V | N | D | PP | PC | Pts |
| 1          | Angleterre     | 2 | 2 | 0 | 0 | 73 | 24 | 4   |
| 2          | Pays de Galles | 2 | 1 | 0 | 1 | 42 | 67 | 2   |
| 3          | France         | 2 | 0 | 0 | 2 | 18 | 42 | 0   |

| 15 janvier 1978 | Pays de Galles | 29 - 7  | France         | Naughton Park , Widnes   |
| 5 mars 1978     | France         | 11 - 13 | Angleterre     | Stadium, Toulouse        |
| 28 mai 1978     | Angleterre     | 60 - 13 | Pays de Galles | Knowsley Road, St Helens |

### Rencontres

#### Pays de Galles - France
(mt : 9 - 7)
Points marqués : 
- Pays de Galles : 5 essais de Jim Mills (33e), Clive Sullivan (53e et 70e), Roy Mathias (66e) et Bill Francis (75e) ; 4 transformations de Paul Woods (4) ; 3 pénalités de Paul Woods (15e, 24e et 47e).
- France : 1 essai de Bourret (40e) ; 1 transformation de Bourret (40e) ; 1 pénalité de Bourret (12e).

Évolution du score : 
Arbitre :  Ron Campbell (Widnes)
Spectateurs : 9 502
Compositions des équipes
- France : Marcel Pillon - Serge Loubet, Jean-Marc Bourret, Jacques Guigue, Michel Laffargue - José Calle (o), Jean-Marie Imbert (m) - Michel Cassin, Antoine Gonzalez, Christian Lassale, Joseph Giné, Guy Rodriguez, Roland Gorse - Gabriel Laskawiec, Charles Zalduendo - Entraîneur  :

Prévu titulaire pour la France, Alain Gianorsi (Avignon) ne peut jouer en raison d'une grippe et est remplacé par Joseph Giné, Charles Zalduendo devient remplaçant. Par ailleurs, la commission de sélection nationale composée d'Antoine Jimenez et Yves Bégou fait face à de nombreuses absences que sont Guy Alard, Manuel Caravaca , José Moya, Bernard Guilhem , Joël Roosebrouck, Jean-Pierre Sauret et Guy Garcia . Elle décide donc de renouveler son effectif en appelant de nouveaux joueurs tels le pilier roannais Christian Lassale, l'ailier saint-jacquois Serge Loubet et du troisième ligne d'Albi Roland Gorse.
| Rang | Nation         | Points | Diff |
| ---- | -------------- | ------ | ---- |
| 1    | Pays de Galles | 2      | + 22 |
| 2    | Angleterre     | 0      | 0    |
| 3    | France         | 0      | - 22 |

#### France - Angleterre
(mt : 4 - 5)
Points marqués : 

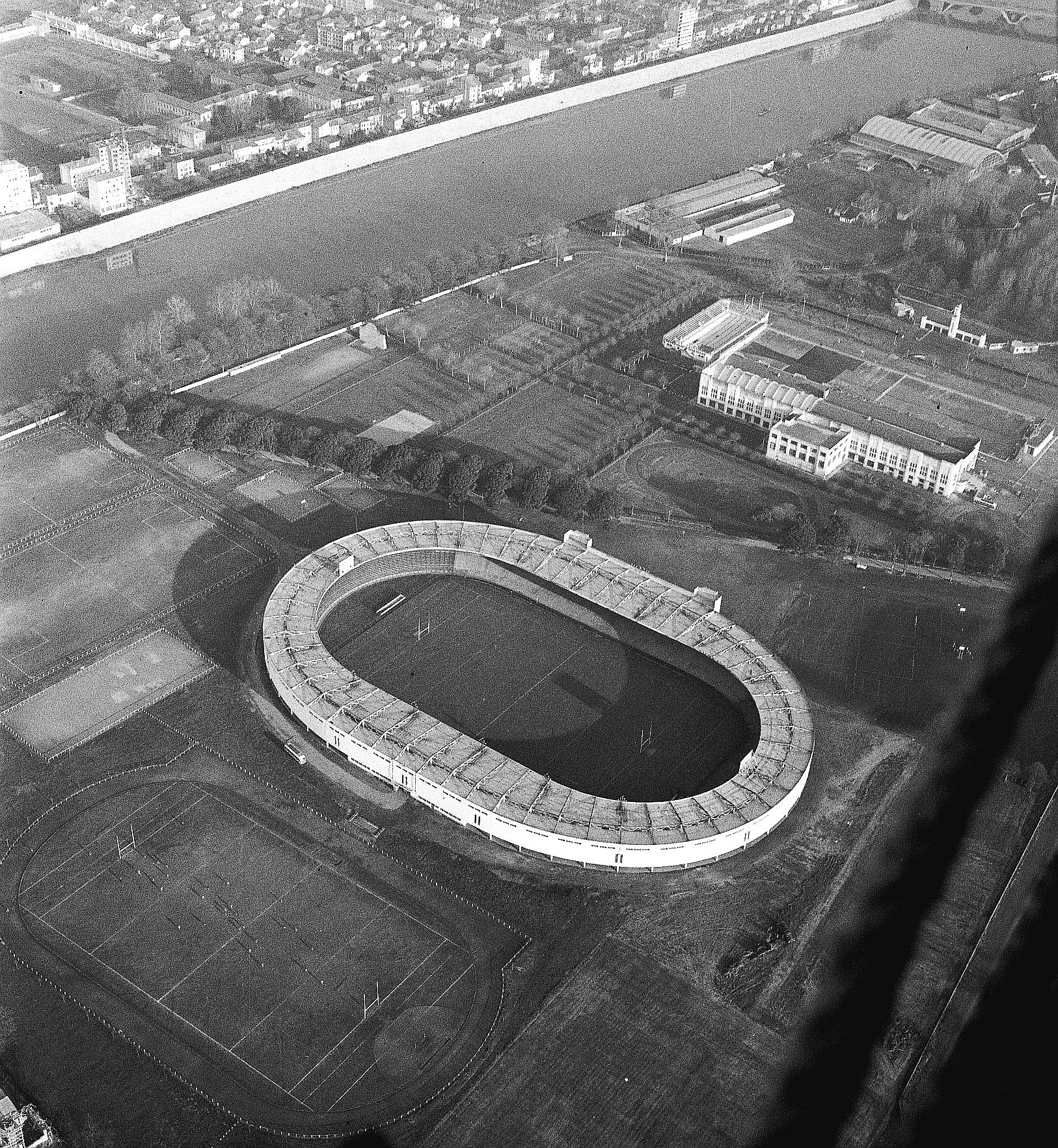
Le Stadium de Toulouse est le stade choisi pour cette rencontre.

- France : 1 essai de Tranier (70e) ; 4 buts de Guilhem (3e, 6e, 55e et 68e).
- Angleterre : 3 essais d'Hughes (33e et 49e) et Holmes (53e) ; 2 transformations de Fairbairn (33e et 53e).

Évolution du score : 
Arbitre :  François Escande
Spectateurs : 7 095
Compositions des équipes
- France : Francis Tranier - Jean-Paul Sire, Jacques Guigue, Bernard Guilhem, Jean-Paul Baile - Guy Alard (o), Jean-Marie Imbert (m) - Michel Cassin, Antoine Gonzalez, Henri Daniel, Joseph Giné, Jean-Jacques Cologni, Joël Roosebrouck - Jean-Pierre Sauret, Alain Séguy - Entraîneur  :

Alain Séguy n'est pas entré en jeu.
| Rang | Nation         | Points | Diff |
| ---- | -------------- | ------ | ---- |
| 1    | Pays de Galles | 2      | + 22 |
| 2    | Angleterre     | 2      | + 2  |
| 3    | France         | 0      | - 24 |

#### Angleterre - Pays-de-Galles
| Rang | Nation         | Points | Diff |
| ---- | -------------- | ------ | ---- |
| 1    | Angleterre     | 4      | + 49 |
| 2    | Pays de Galles | 2      | - 25 |
| 3    | France         | 0      | - 24 |